# 星和男
星 和男（ほし かずお、1930年9月28日 - 2004年2月3日）は日本の作曲家、声楽家、音楽教諭。福島県出身。
声楽家で東京音楽大学准教授の星洋二は長男。

## 生涯
1930年（昭和5年）、福島県若松市（現在の会津若松市）馬場町に生まれる。旧制会津中学校（現在の福島県立会津高等学校）を経て国立音楽学校（現在の国立音楽大学）声楽科へ進学するが、1年で中退する。1949年（昭和24年）、藤原歌劇団合唱部に入部。
帰郷後に中学校の音楽教諭となり、会津若松市立河東第一中学校在職中の1967年（昭和42年）に県が募集していた「福島県県民の歌」の作曲部門で応募作が入選する。その後も南会津郡下郷町の町民歌「飛躍の明日へ」や会津若松市立松長小学校、喜多方市立姥堂小学校など会津地方の公立学校の校歌で作曲を手掛けた。
2004年（平成16年）2月3日、閉塞性動脈硬化症のため会津若松市内の病院で死去。享年75（満73歳没）。